# Babócsai Basa-kert Természetvédelmi Terület

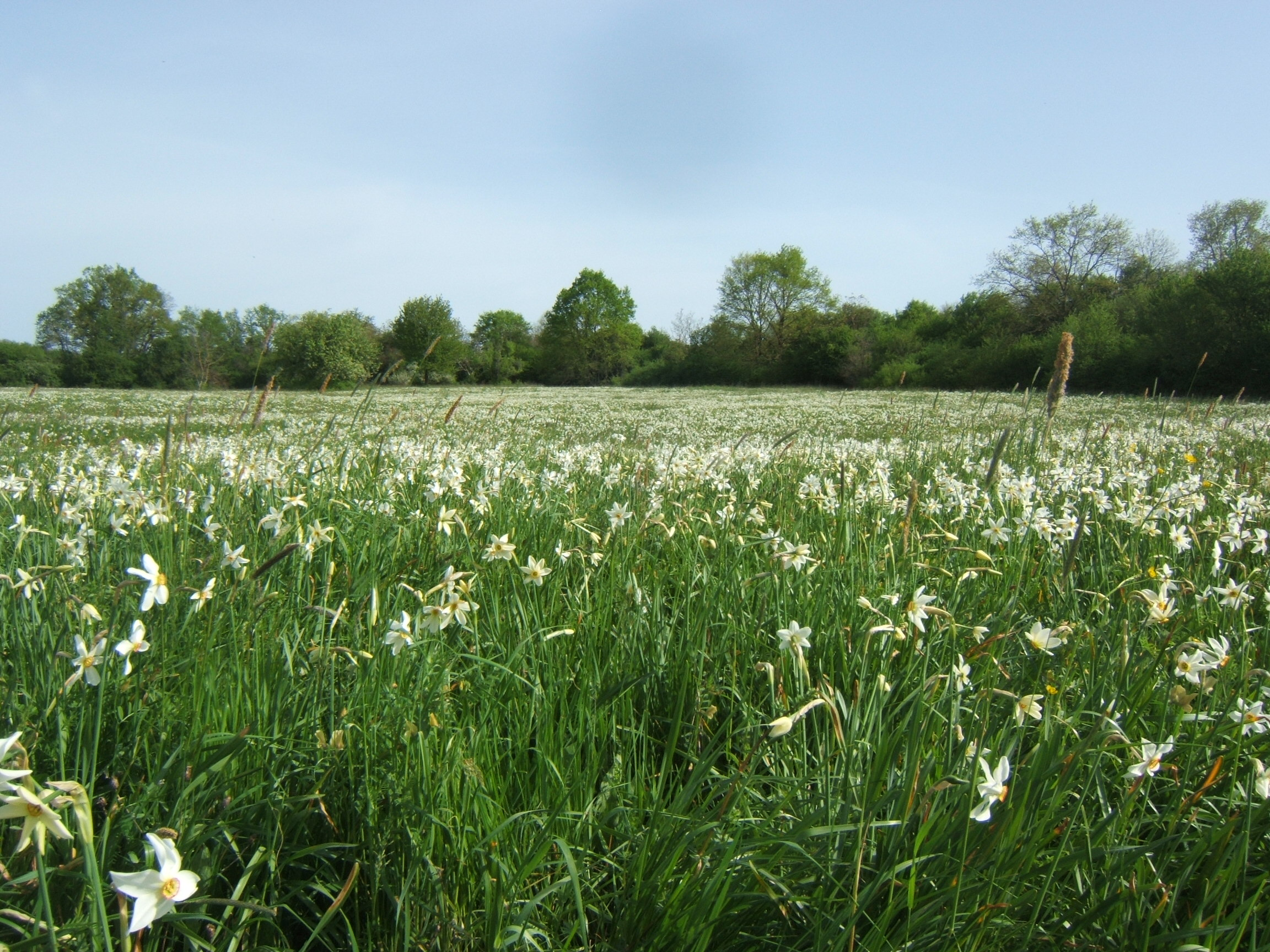
A babócsai Basa-kert áprilisban

A Babócsai Basa-kert Természetvédelmi Terület a Somogy vármegye déli részén található Babócsa 1977-től védett, látogatható területe. A 6801-es és 6802-es utak kereszteződésénél, 13 hektáron elterülő természetvédelmi terület nevezetessége és látványossága a védett csillagos nárciszokból álló virágmező, mely Európa legnagyobb kiterjedésű összefüggő nárciszmezője. Egy népmonda szerint a nárciszt még a babócsai végvárat ostromló török pasa felesége hozta magával távoli hazájából és ültette el itt a régi Rinya partján [a vízfolyás medrét azóta mesterségesen elterelték]. A virág az eltelt idő alatt szaporodott el a területen, s mára annyi van belőle, mint „égen a csillag”.
Kiderült azonban, hogy az itteni csillagos nárcisz az eltelt évszázadok alatt kereszteződött a fehér nárcisszal (Narcissus poeticus), így az állomány egy része hibrid, a csillagos nárcisz pedig a nárciszállománynak csupán mintegy 15%-a.
A terület jellemző növénytársulása a franciaperjés kaszálórét (Pastinaco-Arrhenatheretum), ahol a csillagos nárcisz mellett egy másik védett növény, a szártalan kankalin (Primula vulgaris) is előfordul.

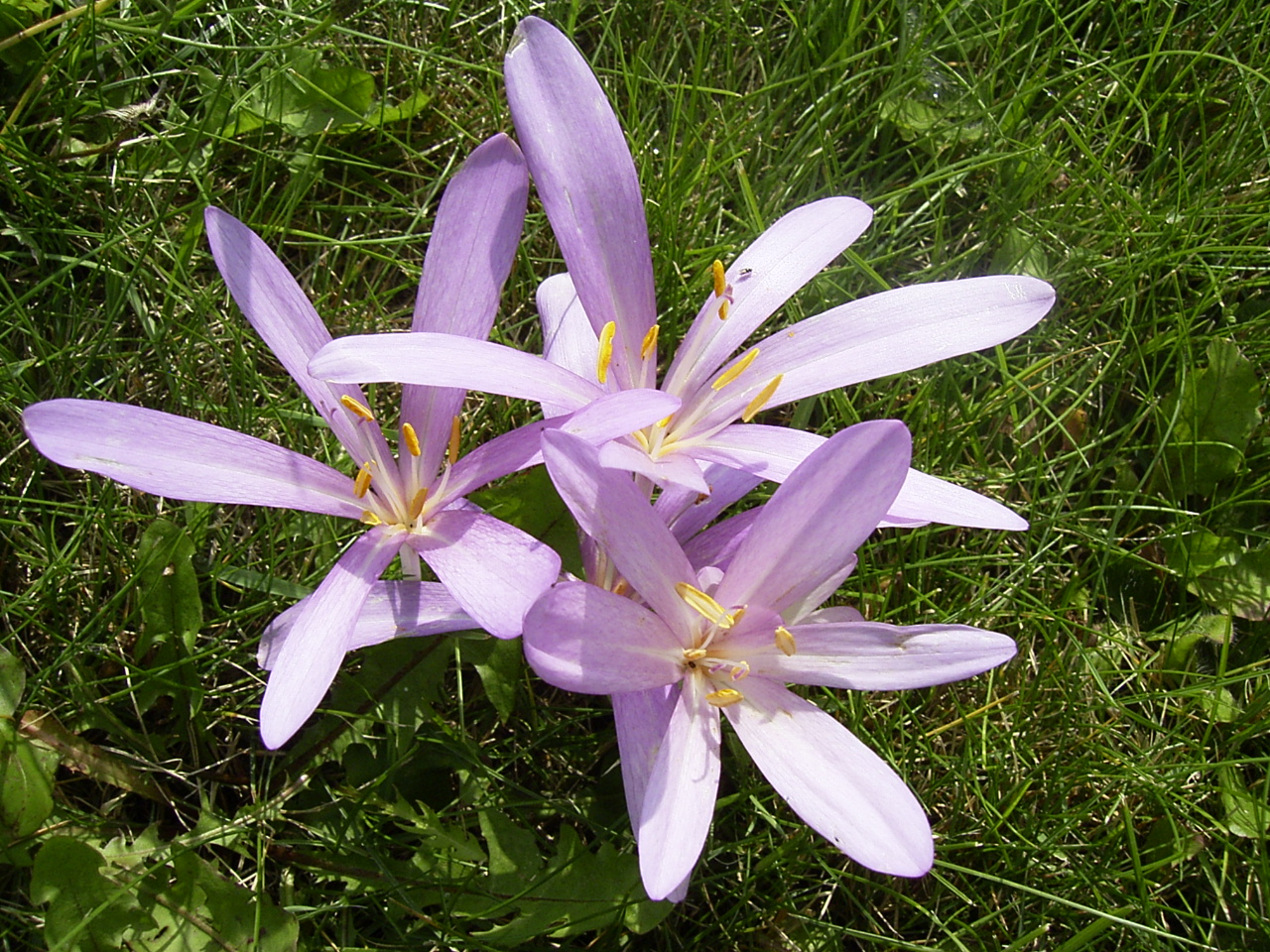
Őszi kikerics (Colchicum autumnale)

## Története
A 13. század elején Babócsa a Tibold nemzetség birtoka volt. E nemzetség alapított itt apátságot a bencések számára.
Babócsa végvára a 16. században török kézre került. A törökök hagyták ránk a kupolás török kutat és a csillagos nárciszt is, amelyet valóban ők hoztak be az országba, bár itt a Rinya völgyében eredeti hazájától kissé északabbra és hűvösebb helyre került, de Somogyban is otthonosan érzi magát, amit bizonyít, hogy mára már óriási tömegben virít itt, talán eredeti hazájánál két-három héttel később bont szirmot.
Termőhelye egy itteni gyümölcsös területe, virágzás ideje pedig május-június, amikor őr vigyázza a Basakertet, nehogy virágszedésre csábuljon a látogató.
A tavaszonként nárcisszal borított terület azonban ősszel is megkapó látványt nyújt. A gyümölcsös gyepszőnyegét halványlila őszi kikerics díszíti.
A kert egyben ásatási terület is, a régészek Magyar Kálmán vezetésével 1984 és 1992 között végeztek itt feltárásokat. Többek között egy 14-15. századi templom maradványát és a körülötte levő temetőt tárták fel, tőle kissé távolabbra pedig egy török fürdőt, melynek falai fél-másfél méter magasságig megmaradtak.